# Tonalità di giallo
|                         |                  |         | sRGB | sRGB | sRGB | CMYK | CMYK | CMYK | CMYK | HSV | HSV  | HSV  | |
| Nome del colore         | Rappresentazione | HEX     | R    | G    | B    | C    | M    | Y    | K    | H   | S    | V    | Descrizione |
| ----------------------- | ---------------- | ------- | ---- | ---- | ---- | ---- | ---- | ---- | ---- | --- | ---- | ---- | --- |
| Bianco di titanio       |                  | #FFFEEF | 255  | 254  | 239  | 0    | 0    | 6    | 0    | 56° | 6%   | 100% | Bianco ottenuto dal biossido di titanio (TiO2), simile al bianco di zinco, ma più coprente. |
| Bianco di zinco         |                  | #FEFEE9 | 254  | 254  | 233  | 0    | 0    | 8    | 0    | 60° | 8%   | 99%  | Bianco leggermente tendente al giallo, ma molto pallido; spesso viene anche chiamato bianco di neve o lana chimica ed è un pigmento di origine sintetica (proviene dai vapori dello zinco bruciato ad alte temperature).                                                              |
| Crema                   |                  | #FFFDD0 | 255  | 253  | 208  | 0    | 0    | 18   | 0    | 57° | 18%  | 100% | Colore della crema pasticcera; si tratta di una tonalità di giallo molto chiara, quasi tendente al bianco. |
| Limone crema            |                  | #FFFACD | 255  | 250  | 205  | 0    | 1    | 19   | 0    | 54° | 19%  | 100% | Colore anche conosciuto come lemonchiffon; tale colore è un mix fra il colore Crema ed il limone, con una punta di arancione. |
| Giallo                  |                  | #FFFF00 | 255  | 255  | 0    | 0    | 0    | 100  | 0    | 60° | 100% | 100% | Uno dei colori dello spettro percepibile dall'occhio umano, classificato come "colore caldo". Il colore giallo ha una lunghezza d'onda tra 565 e 590 nanometri. |
| Beige                   |                  | #F5F5DC | 245  | 245  | 220  | 0    | 0    | 10   | 3    | 60° | 10%  | 96%  | Il termine deriva dai vestiti creati con il "beige", un tessuto di lana lasciata del suo colore naturale; è stato poi utilizzato per indicare un vasto numero di sfumature chiare dai toni neutri, ed è spesso usato erroneamente per indicare generiche sfumature di marrone chiaro. |
| Papaya                  |                  | #FFEFD5 | 255  | 239  | 213  | 0    | 6    | 16   | 0    | 37° | 16%  | 100% | Prende il proprio nome per via della sua somiglianza con il colore della polpa della papaya. |
| Giallo Chartreuse       |                  | #DFFF00 | 223  | 255  | 0    | 12   | 0    | 100  | 0    | 67° | 100% | 100% | Una variante di tale colore è il color pera; il primo uso del termine chartreuse per indicare tale colore risale al 1892; il nome chartreuse, deriva da un liquore francese. |
| Mais                    |                  | #FBEC5D | 251  | 236  | 93   | 0    | 5    | 62   | 1    | 54° | 62%  | 98%  | Tonalità di giallo che ricorda il colore del mais. |
| Lime                    |                  | #BFFF00 | 191  | 255  | 0    | 25   | 0    | 100  | 0    | 75° | 100% | 100% | Detto anche limetta, è un colore a metà strada fra il giallo e il chartreuse, chiamato così proprio per la sua somiglianza con il colore del frutto omonimo; è solitamente rappresentato come un giallo elettrico brillante.                                                          |
| Lime elettrico          |                  | #CCFF00 | 204  | 255  | 0    | 19   | 0    | 100  | 0    | 72° | 100% | 100% | Colore creato dalla Crayola nel 1990. |
| Giallo Napoli           |                  | #F7E89F | 247  | 232  | 159  | 0    | 6    | 35   | 3    | 49° | 35%  | 96%  | Giallo tendente al camoscio, ma più chiaro; il suo utilizzo risale già all'epoca degli egiziani e degli assiri, e il suo pigmento deriva dall'antimonio. |
| Limone                  |                  | #FDFF00 | 253  | 255  | 0    | 0    | 0    | 100  | 0    | 60° | 100% | 100% | Colore che in qualche modo ricorda il giallo delle bucce dei frutti del limone; è anche il colore usato per gli scuolabus. |
| Bianco Navajo           |                  | #FFDEAD | 255  | 222  | 173  | 0    | 12   | 32   | 0    | 35° | 32%  | 100% | Bianco sabbioso e giallognolo, il cui nome è stato scelto per l'attinenza del colore con quelli naturali tipici dell'Arizona sede delle popolazioni navajo. |
| Pesca-giallo            |                  | #FADFAD | 250  | 223  | 173  | 0    | 10   | 30   | 1    | 38° | 30%  | 98%  | Un mix dei colori pesca e giallo; a volte viene chiamato Difdred. |
| Senape                  |                  | #FFDB58 | 255  | 219  | 88   | 0    | 14   | 65   | 0    | 47° | 65%  | 100% | Colore che ricorda la salsa omonima, ed è simile al Flax. |
| Giallo di cadmio        |                  | #F6C100 | 246  | 193  | 0    | 0    | 21   | 100  | 3    | 47° | 100% | 96%  | Colore usato come sostitutivo del giallo cromo, siccome quest'ultimo è un sale del piombo e perciò tossico per l'uomo; in natura si trova sotto forma di un minerale chiamato greenockite.                                                                                            |
| Camoscio                |                  | #F0DC82 | 240  | 220  | 130  | 0    | 8    | 45   | 5    | 49° | 45%  | 94%  | Gradazione molto chiara di giallo-marrone ispirata dalla pelle conciata dell'animale omonimo. |
| Flax                    |                  | #EEDC82 | 238  | 220  | 130  | 0    | 7    | 45   | 6    | 50° | 45%  | 93%  | Anche conosciuto come oro vivo chiaro, è un grigio-giallo molto chiaro, il cui nome deriva da quello dei semi di lino; è molto simile al color senape. |
| Giallo scuolabus        |                  | #FFD800 | 255  | 216  | 0    | 0    | 15   | 100  | 0    | 50° | 100% | 100% | Il nome deriva dagli scuolabus statunitensi, che adottano appunto questo particolare colore sin dal 1939. |
| Oro                     |                  | #FFD700 | 255  | 215  | 0    | 0    | 15   | 100  | 0    | 50° | 100% | 100% | Colore che nelle leghe ternarie (oro, argento e rame), cambia in modo regolare da una tonalità rossiccia a una gialla chiara fino a un colore verde pallido, aumentando la percentuale d'argento contenuto.                                                                           |
| Oro metallico           |                  | #D4AF37 | 212  | 175  | 55   | 0    | 17   | 74   | 16   | 45° | 74%  | 83%  | |
| Pera                    |                  | #D1E231 | 209  | 226  | 49   | 7    | 0    | 78   | 11   | 65° | 78%  | 88%  | Una tonalità di giallo molto desaturata, che ricorda il colore del frutto della pera. |
| Albicocca               |                  | #FFB280 | 255  | 178  | 128  | 0    | 30   | 49   | 0    | 23° | 49%  | 100% | Tonalità chiara dell'arancione tra il giallo e il rosa, che ricorda il colore delle albicocche. In realtà, il colore è leggermente più pallido rispetto al vero colore del frutto, così come il colore pesca.                                                                         |
| Mandarino               |                  | #FFCC00 | 255  | 204  | 0    | 0    | 19   | 100  | 0    | 48° | 100% | 100% | |
| Giallo Napoli rossastro |                  | #FAC3A2 | 250  | 195  | 162  | 0    | 22   | 35   | 1    | 22° | 35%  | 98%  | È una varietà di giallo Napoli tendente al rosa pesca, all'arancione ed all'incarnato. |
| Zafferano               |                  | #F4C430 | 244  | 196  | 48   | 0    | 19   | 80   | 4    | 45° | 80%  | 95%  | Gradazione di giallo oro che ricorda il colore dell'omonima spezia. |
| Zafferano profondo      |                  | #FF9933 | 255  | 153  | 51   | 0    | 40   | 80   | 0    | 30° | 80%  | 100% | Colore utilizzato nella banda più alta della bandiera indiana, che rappresenta il colore dell'induismo. |
| Giallo cromo            |                  | #DBCA1A | 219  | 202  | 26   | 0    | 7    | 88   | 14   | 54° | 88%  | 85%  | Composto chimico inorganico formato da cromato di piombo (PbCrO4), che costituisce un pigmento inorganico naturale giallo. |
| Giallo selettivo        |                  | #FFBA00 | 255  | 186  | 0    | 0    | 27   | 100  | 0    | 43° | 100% | 100% | Colore utilizzato, oramai piuttosto raramente, per i fanali antinebbia di molti veicoli |
| Oro vecchio             |                  | #CFB53B | 207  | 181  | 59   | 0    | 12   | 71   | 18   | 49° | 71%  | 81%  | Giallo scuro, che varia come gradazione dal verde oliva al marrone; la tonalità più comune dell'oro vecchio normalmente è quella più scura. |
| Cachi                   |                  | #C3B091 | 195  | 176  | 145  | 0    | 9    | 25   | 23   | 37° | 25%  | 76%  | Scritto cachi, kaki, o haki o khaki in inglese, deriva il suo nome dal persiano khak che significa "terra", da cui deriva khaki che significa "di colore terra"; è utilizzato in molte forze armate nel mondo per le uniformi e le tenute mimetiche.                                  |
| Cachi chiaro            |                  | #F0E68C | 240  | 230  | 140  | 0    | 4    | 41   | 5    | 54° | 41%  | 94%  | |
| Cachi scuro             |                  | #BDB76B | 189  | 183  | 107  | 0    | 3    | 43   | 25   | 55° | 43%  | 74%  | |
| Cachi Pantone           |                  | #A18F5E | 161  | 143  | 94   | 0    | 11   | 41   | 36   | 43° | 41%  | 63%  | |
| Verde oliva             |                  | #808000 | 128  | 128  | 0    | 0    | 0    | 100  | 49   | 59° | 100% | 50%  | È una tonalità scura di un verde-giallastro, tipico delle olive verdi. Può essere creato aggiungendo un po' di nero al giallo. |
| Olivina                 |                  | #9AB973 | 154  | 185  | 115  | 16   | 0    | 37   | 27   | 86° | 37%  | 72%  | Prende il nome dall'omonimo materiale. |
| Verde olivastro         |                  | #6B8E23 | 107  | 142  | 35   | 24   | 0    | 75   | 44   | 79° | 75%  | 55%  | |
| Verde oliva scuro       |                  | #556B2F | 85   | 107  | 47   | 20   | 0    | 56   | 58   | 81° | 56%  | 41%  | |
| Solidago                |                  | #DAA520 | 218  | 165  | 32   | 0    | 24   | 85   | 14   | 42° | 85%  | 85%  | Tonalità di giallo che richiama il colore dell'inflorescenza dell'omonima pianta. |
| Solidago giallo chiaro  |                  | #FAFAD2 | 250  | 250  | 210  | 0    | 0    | 16   | 1    | 60° | 15%  | 98%  | |
| Solidago pallido        |                  | #EEE8AA | 238  | 232  | 170  | 0    | 2    | 28   | 6    | 54° | 28%  | 93%  | |
| Solidago scuro          |                  | #B8860B | 184  | 134  | 11   | 0    | 27   | 94   | 27   | 42° | 94%  | 72%  | |
| Gommagutta              |                  | #EF9B0F | 239  | 155  | 15   | 0    | 35   | 93   | 6    | 37° | 93%  | 93%  | Colore dell'omonima gommoresina contenente il 60-80% di resina e il 15-25% di gomma, insieme a piccole quantità di olio essenziale estratta da alcune piante tropicali del genere Garcinia, in particolare la Garcinia hanburyi.                                                      |
| Giallo pastello         |                  | #FFFF66 | 255  | 255  | 102  | 0    | 0    | 60   | 0    | 60° | 60%  | 100% | |
| Giallo paglierino       |                  | #E4D96F | 228  | 217  | 111  | 0    | 4    | 51   | 10   | 54° | 51%  | 89%  | Gradazione di giallo, detta così perché simile al colore della paglia; è il colore fisiologico dell'urina e del plasma. |
| Giallo citrino          |                  | #E4D00A | 228  | 208  | 10   | 0    | 8    | 95   | 10   | 54° | 95%  | 89%  | |
| Ambra                   |                  | #FFBF00 | 255  | 191  | 0    | 0    | 25   | 100  | 0    | 44° | 100% | 100% | Colore arancio-giallo che prende il nome dal materiale omonimo. |
| Giallo amamelide        |                  | #FFFF80 | 255  | 255  | 128  | 0    | 0    | 49   | 0    | 60° | 49%  | 100% | |